# Torfowiec nastroszony
Torfowiec nastroszony (Sphagnum squarrosum Crome) – gatunek mchu z rodziny torfowcowatych. Rozpowszechniony na półkuli północnej w strefie klimatu umiarkowanego i okołobiegunowego. W Polsce pospolity, ale też objęty ochroną gatunkową. Rośnie na torfowiskach niskich, na siedliskach średnio żyznych, zwykle w lasach, zarówno iglastych, jak i liściastych. Gatunek w typowej postaci tj. zielono zabarwiony i z nastroszonymi (odgiętymi) końcami listków gałązkowych jest stosunkowo łatwy do identyfikacji.

## Rozmieszczenie geograficzne
Gatunek jest szeroko rozprzestrzeniony na półkuli północnej w strefie podbiegunowej i umiarkowanej. Występuje w Ameryce Północnej (na południu sięgając po Kalifornię i Kolorado na zachodzie oraz Tennessee na wschodzie), Azji (na południu po rejon Himalajów), Europie (po Pireneje, Apeniny i Góry Dynarskie), także w północnej Afryce i na Azorach. W Europie rośnie bardzo pospolicie na północy i rzadziej na południu. W Polsce jest pospolity, zarówno na niżu, jak i w górach, aczkolwiek w tych ostatnich kończy się z reglem dolnym, tj. sięga zwykle do 1200 m n.p.m. (najwyższe stanowisko ma na 1370 m n.p.m. w Beskidzie Żywieckim). Generalnie w swym zasięgu najwyżej notowany był na wysokości 2300 m n.p.m. (jak inne torfowce, im dalej od bieguna tym częściej rośnie na obszarach górskich).
Gatunek uchodził za związany z półkulą północną, ale stwierdzony został także na Nowej Zelandii, na Ziemi Ognistej i Tasmanii, a także w południowej Brazylii.

## Morfologia i anatomia

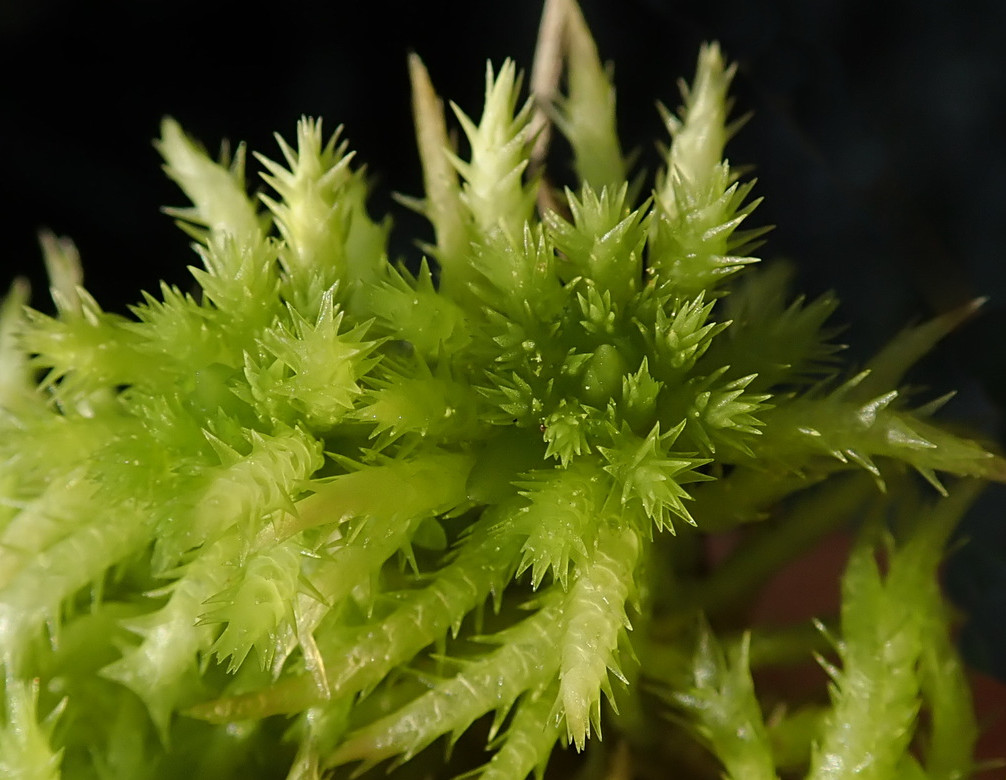
Główka torfowca nastroszonego z widocznym w środku pąkiem wierzchołkowym

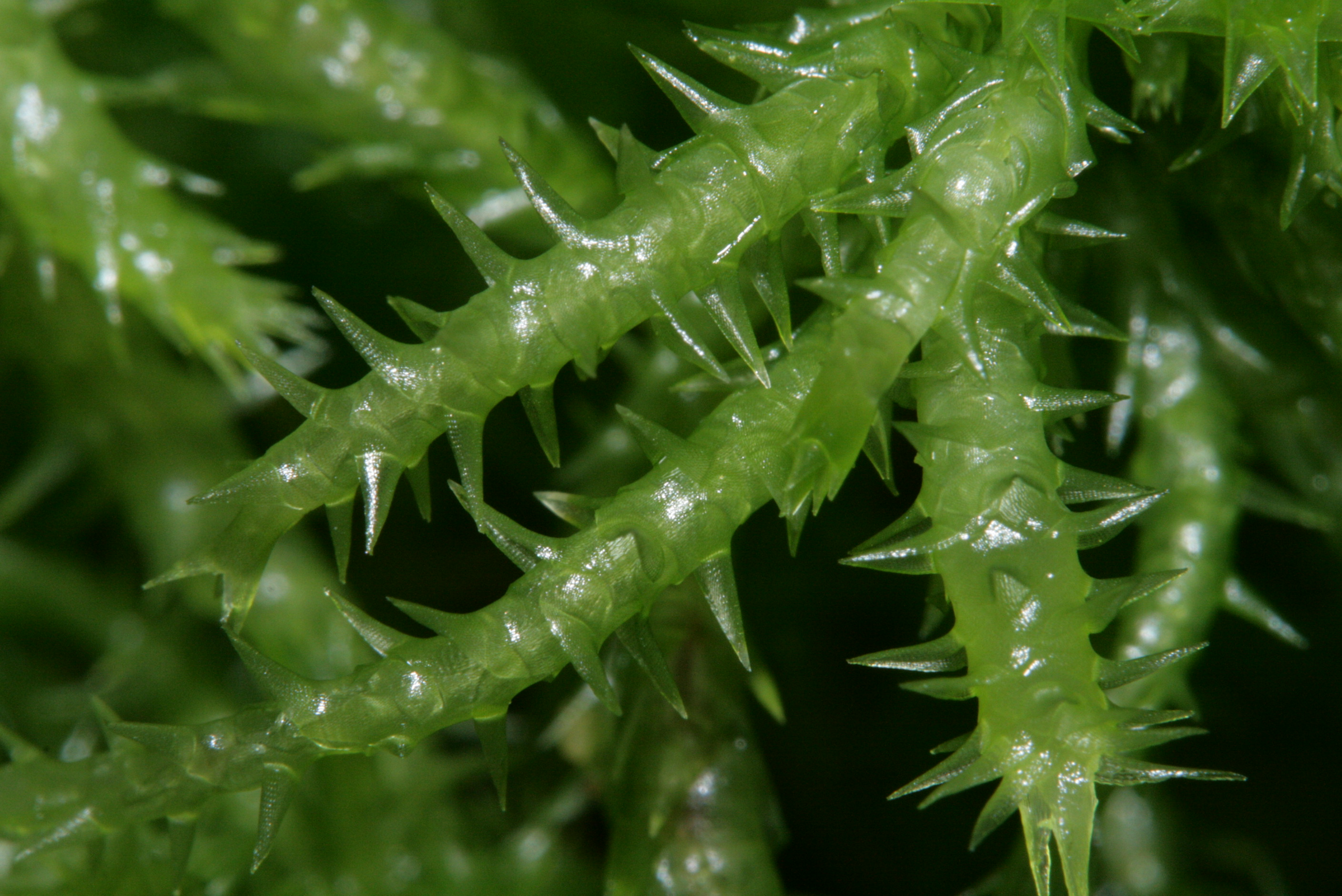
Gałązki z silnie odstającymi końcami listków

PokrójMech tęgi, sztywny, zielony lub żółtawozielony, rzadko żółtawobrązowy (w miejscach nasłonecznionych), o łodyżkach do 20 cm długości. Tworzy darnie wzniesione i wówczas zwykle niewielkie lub rozleglejsze, płaskie dywany. Darnie zwykle są stosunkowo luźne, tylko w tundrze zwarte.
GłówkiDuże, z wyraźnie widocznym pąkiem wierzchołkowym, stożkowatego kształtu. Pąk może wystawać lub być zagłębiony wśród rozwijających się gałązek.
ŁodyżkiStosunkowo grube (0,7–1,3 mm średnicy), jasnozielone, rzadziej brązowawe. Na przekroju od zewnątrz z hialodermą z 2–3 warstwami komórek pozbawionych por i zróżnicowanych pod względem wielkości. Hialoderma jest wyraźnie odgraniczona od także 2–3 warstwowej sklerodermy. Komórki ją tworzące są wąskie, a warstwa ma barwę czerwonożółtą do ciemnobrązowej.
PęczkiSkładają się z 4–6 gałązek, z których po 2–3 odstają na boki i 2–3 zwisają wzdłuż łodyżki. Odstające gałązki są długie (osiągają 2–3 cm, a czasem i więcej), tęgie i spiczasto zakończone. Zwisające mają różną długość (0,8–3 cm) i zwężają się w końcowej części.
Listki łodyżkoweSą wzniesione, rozpostarte lub zwisają wzdłuż łodyżki. Kształt mają językowaty z szerokim, zaokrąglonym wierzchołkiem, długości ok. 2 mm (według części autorów do 1,7–1,8 mm) i szerokości 1,4 mm, na szczycie listki są nieco postrzępione, poza tym dookoła z wąskim obrzeżeniem na szerokość 3–4 komórek. Komórki blaszki pozbawione są włókienek/listewek.
Listki gałązkoweSą jajowate, z okrągławą nasadą obejmującą łodyżkę, w górnej 1/2 do 1/3 długości nagle zwężające się w odgięty ku tyłowi kończyk silnie odstający od gałązki, o brzegach podwiniętych, w warunkach górskich lub w tundrze często walcowaty. Na gałązkach zwisających listki lancetowato zwężają się, ale nie ma wyrazistego kończyka. Listki osiągają 2,0–2,3 mm (czasem nawet do 3,1–3,3 mm) długości i 1,0–1,2 mm szerokości. Komórki wodne blaszki bliżej wierzchołka listka są drobne, a przy nasadzie duże, z porami okrągławymi, pierścieniowatymi, licznymi po obu stronach blaszki. Na przekroju poprzecznym komórki chlorofilowe są trapezoidalne lub owalno-trójkątne, z szerszym bokiem eksponowanym od strony grzbietowej (wypukłej).
Gametangia i sporogonyJest to torfowiec jednopienny (choć czasem poszczególne okazy wydają się być funkcjonalnie jednopłciowe) – na tych samych gametofitach powstają plemnie i rodnie. Listki perygonialne (z plemniami) są zielone lub żółtawozielone, nie odstające, są mniejsze od zwykłych listków i zachodzą dachówkowato na siebie. Gałązki z rodniami są silnie wydłużone, z drobniejszymi listkami niż na gałązkach wegetatywnych. Liście perychecjalne (wspierające rodnie) duże, szeroko językowate. Zarodnie długości ok. 2 mm. Zarodniki jasnożółte, brodawkowate, o średnicy 22–25 μm.

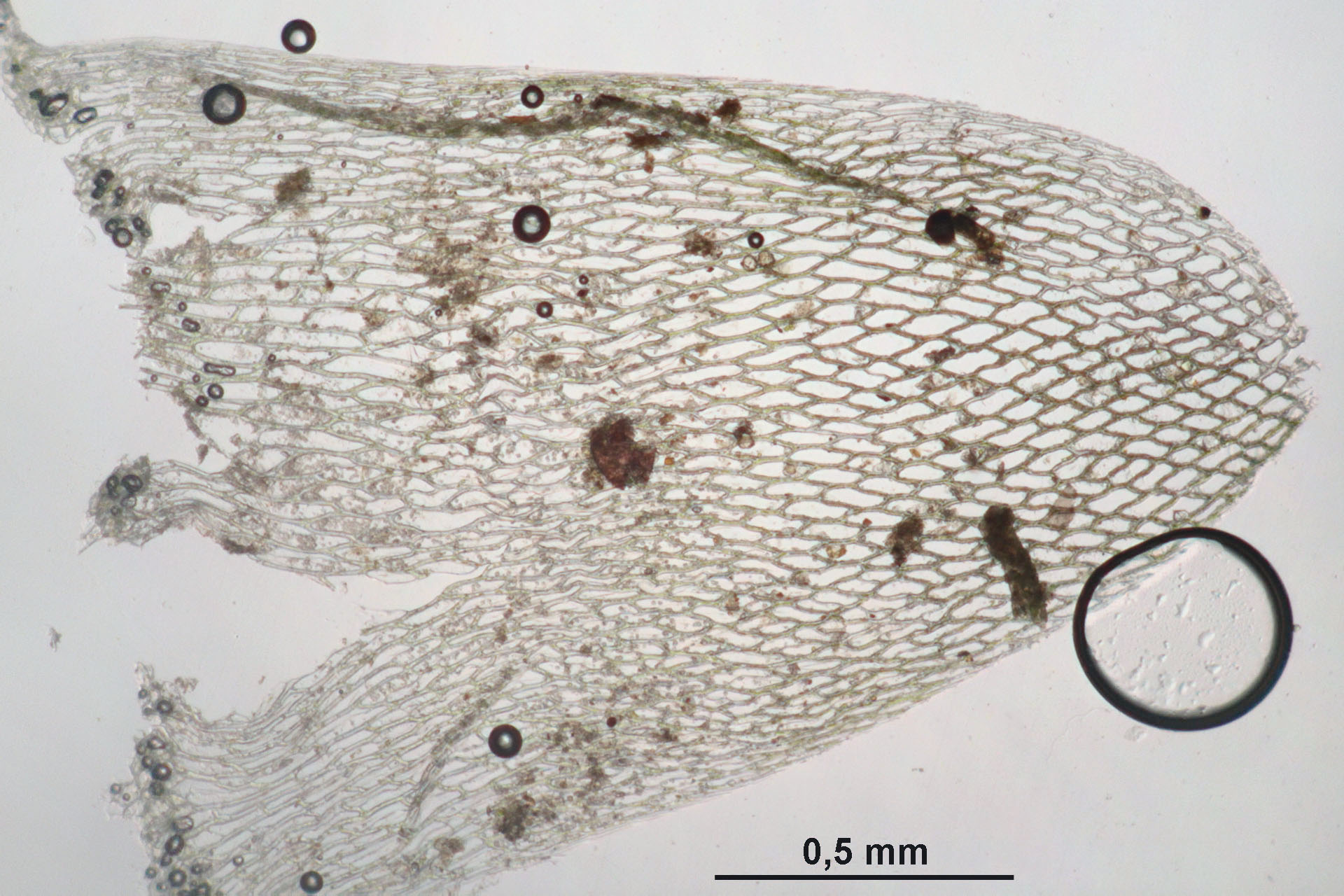
Listek łodyżkowy
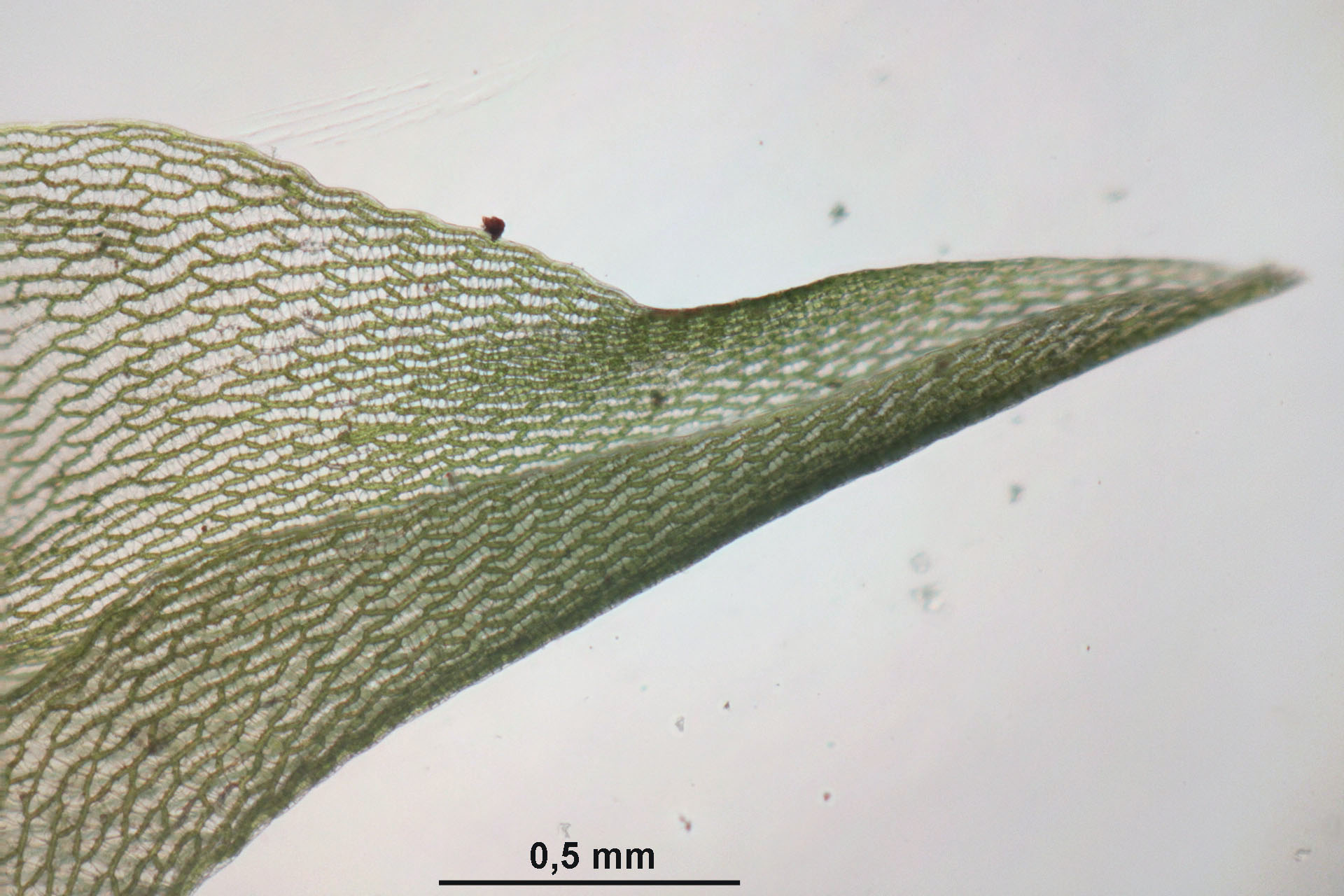
Kończyk na wierzchołku listka gałązkowego
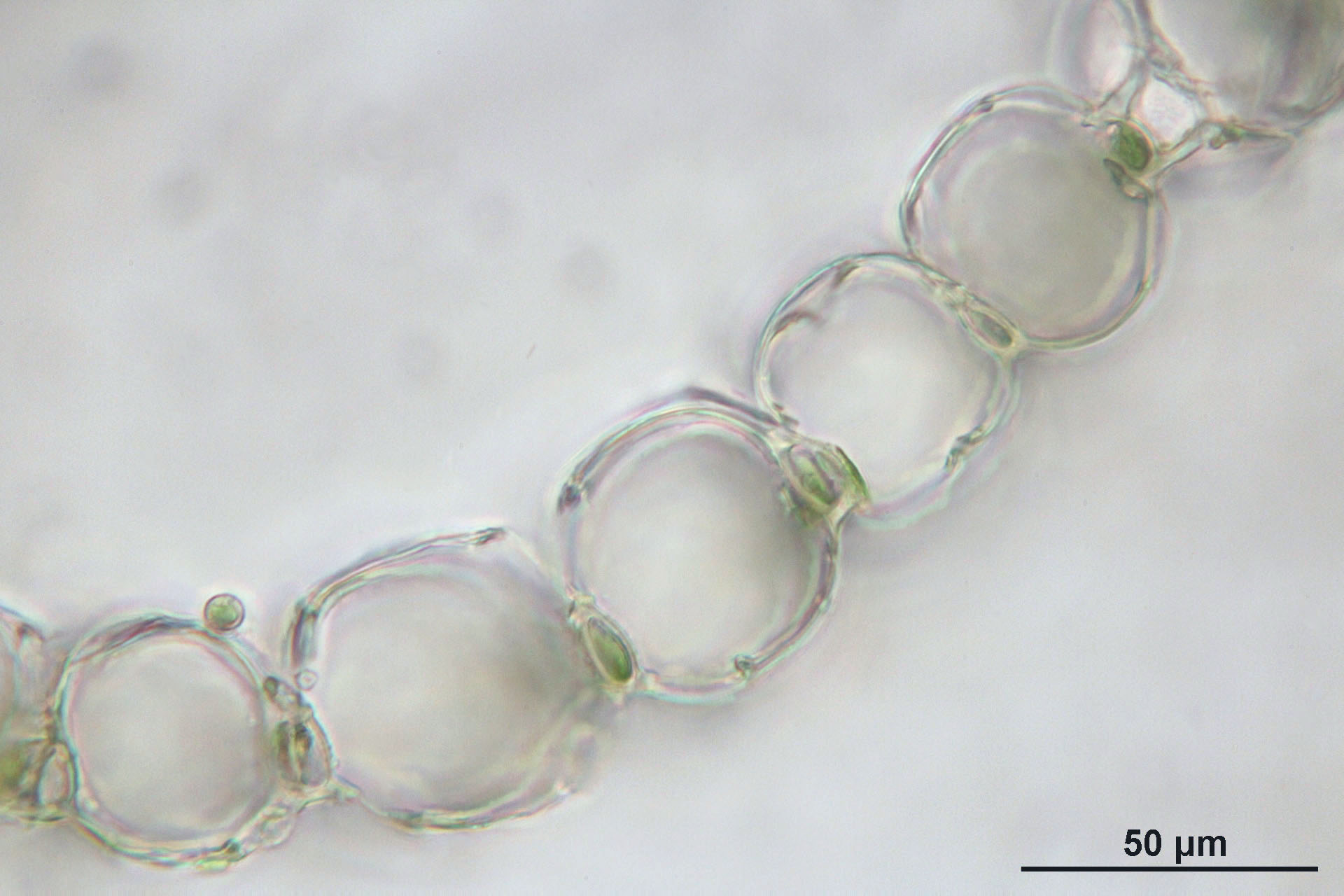
Przekrój poprzeczny przez listek gałązkowy

Gatunki podobneMech w postaci typowej jest charakterystyczny i łatwy do identyfikacji. Odmienne morfologicznie, niewielkie i wymagające mikroskopowej identyfikacji bywają rośliny z obszarów górskich. Poza tym torfowiec ten rosnąc w miejscach nasłonecznionych oraz jesienią czasem też brązowieje (także zwykle na obszarach górskich i w tundrze) i staje się podobny do torfowca obłego S. teres, który miewa listki nastroszone, choć wyraźnie zwykle z kolei tylko u roślin z miejsc zacienionych. Jest to też mech mniejszy, z listkami łodyżkowymi krótszymi – do 1,5 mm długości, z ciemną i cieńszą łodyżką – 0,5–0,7 mm; jego pąk wierzchołkowy wyraźnie wystaje nad główkę (widziany z boku). W przypadku wątpliwości rekomendowane jest rozejrzenie się na stanowisku za formami typowymi jednego z tych gatunków lub ewentualnie obu.
Podobne do torfowca nastroszonego mogą być cieniste formy torfowca błotnego S. palustre i dla ich jednoznacznego oznaczenia potrzebne bywa użycie mikroskopu (wyraźnie różnią się na przekroju łodyżki, na której u torfowca nastroszonego hialoderma zajmuje do 1/4 średnicy, a u torfowca błotnego niemal połowę).
Odstające listki gałązkowe ma także pionierski gatunek zasiedlający wilgotne piaski i skały – Sphagnum strictum (nie jest znany ze środkowej Europy), który różni się (poza odmiennymi warunkami siedliskowymi) trójkątnymi i całobrzegimi listkami łodyżkowymi.

## Ekologia i biologia

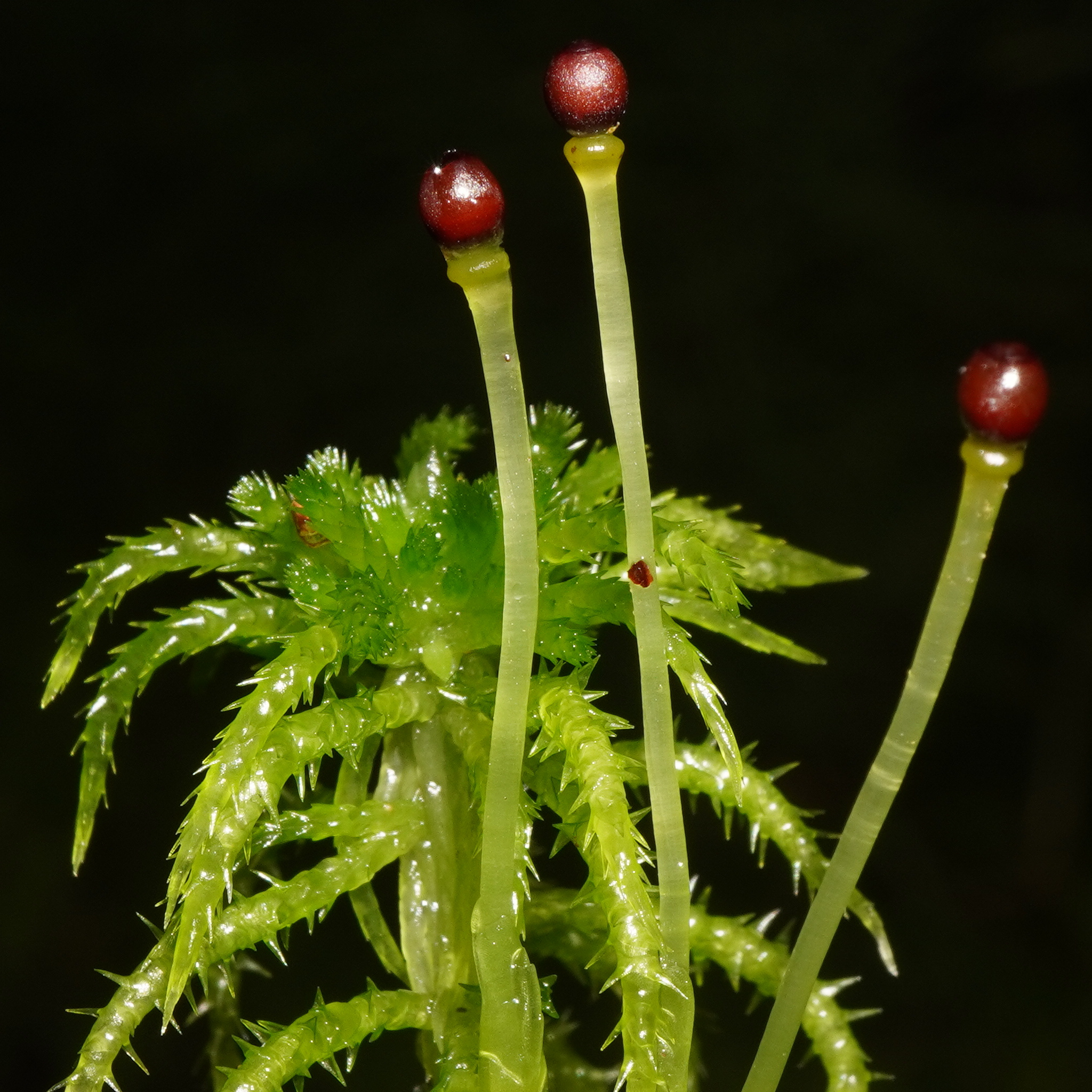
Główka torfowca nastroszonego z pseudopodiami i zarodniami

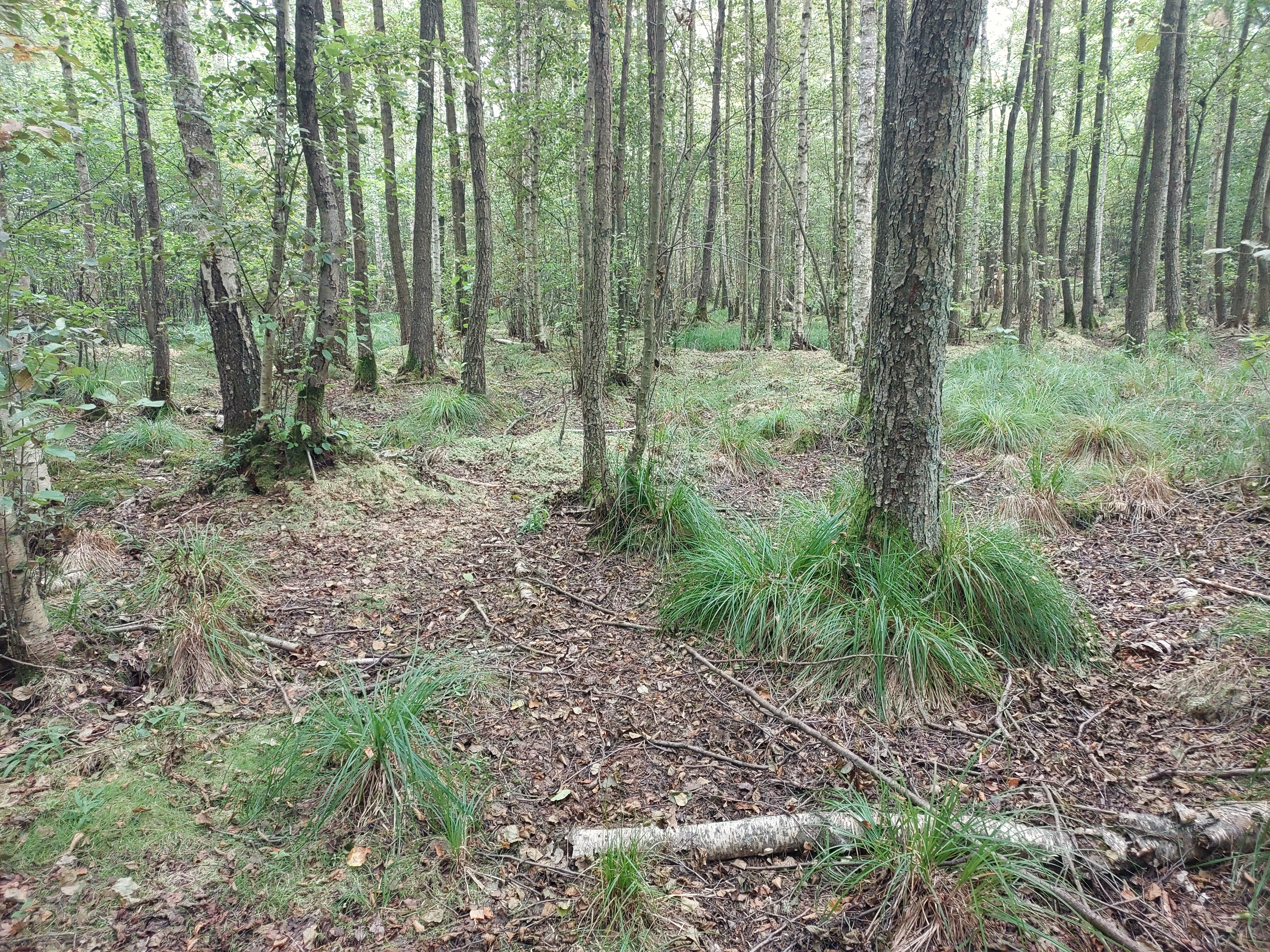
Olszyna bagienna z torfowcem nastroszonym w województwie lubuskim

Torfowiec nastroszony występuje na torfowiskach zasilanych minerotroficznie tj. wodami, które wcześniej przepływały przez podłoże mineralne. Jest cienioznośny. Związany z siedliskami mezotroficznymi i lekko eutroficznymi. Rośnie w miejscach wilgotnych lub mocno mokrych i okresowo zalewanych.
Poza północną częścią zasięgu występuje najczęściej w miejscach silnie wilgotnych w borealnych lasach iglastych i lasach bagiennych strefy umiarkowanej. Rośnie pod różnymi drzewostanami, zwłaszcza iglastymi (ze świerkami, z jodłami, modrzewiami, żywotnikiem zachodnim w Ameryce Północnej), ale też pod brzozami, olszami, klonami i wierzbami. W Europie Środkowej występuje głównie na torfowiskach niskich porośniętych olsami, zwłaszcza w olsach torfowcowych pod okapem olszy czarnej i brzozy omszonej (jego obecność odróżnia olsy torfowcowe od brzezin bagiennych w sytuacjach przejściowych), oraz w zaroślach bagiennych z wierzbami – z wierzbą uszatą, szarą i rokitą. Częsty jest na obszarach źródliskowych w lasach iglastych, występuje także na bagnistych brzegach jezior i nad strumieniami, w tym w szuwarach. Obecny bywa też na torfowiskach przejściowych. W górach rośnie w cyrkach lodowcowych i niszach niwalnych. W strefie lasotundry i tundry wchodzi w skład powszechnych tam mszarów z turzycami i wełniankami. Na północy sięga do granicy pustyń polarnych wchodząc w skład bagien mszysto-mszarnych.
Występuje często w towarzystwie torfowca obłego S. teres (zajmującego zwykle bardziej wilgotne mikrosiedliska), torfowca błotnego S. palustre, frędzlowatego S. fimbriatum, środkowego S. centrale, Girgensohna S. girgensohnii, Wulfa S. wulfianum i Warnstorfa S. warnstorfii. W strefie umiarkowanej Europy z roślin naczyniowych rośnie często w towarzystwie turzyc Carex, sitów Juncus i trzęślicy Molinia.
W klasyfikacji zbiorowisk roślinnych Europy Środkowej jest gatunkiem charakterystycznym dla klasy lasów bagiennych Alnetea glutinosae i wyróżniającym dla zespołu olsu torfowcowego Sphagno squarrosi-Alnetum.
Sporogony z zarodniami powstają u tego gatunku często, rozwijają się latem.

## Systematyka i zmienność
Gatunek zaliczany jest do podrodzaju Isocladus (Lindb.) Braithw. i sekcji Squarrosa (Russow) Schimp.. Sekcja obejmuje średnie i dużych rozmiarów torfowce z główką z okazałym pąkiem wierzchołkowym, z liśćmi łodygowymi odstającymi lub częściowo zwieszonymi, dużymi, językowatymi (±prostokątnymi) i na końcu nieco postrzępionymi. Spośród gatunków europejskich do sekcji należy obok torfowca nastroszonego tylko torfowiec obły S. teres (różnice między nimi zestawiono wyżej w sekcji „Gatunki podobne”) (spoza Europy zaliczane są tu także S. mirum i S. tundrae).
Dawniej rangę form nadawano zmienności wynikającej z warunków siedliskowych: f. spectabile – o silnie odstających końcach listków gałązkowych występująca w miejscach wilgotnych; f. imbricata – o listkach gałązkowych przylegających, tworząca zbite darnie, występująca w miejscach wysychających; f. subsquarrosum – o cechach pośrednich i takich też warunkach siedliskowych.

## Zagrożenia i ochrona
Gatunek jest szeroko rozprzestrzeniony i na wielu obszarach pospolity. W skali kontynentalnej w Europie jest zasoby określane są jako stabilne i gatunek ma status najmniejszej troski (LC) na czerwonej liście IUCN. Tym niemniej regionalnie ustępuje (np. na Półwyspie Iberyjskim).
W Polsce gatunek objęty jest częściową ochroną gatunkową od 2001 roku. Status ochronny został utrzymany w 2004, a następnie w 2014 roku (na podstawie Rozporządzenia Ministra Środowiska z dnia 9 października 2014 r. w sprawie ochrony gatunkowej roślin).